# Dresden (Kansas)
Dresden – miasto położone w hrabstwie Decatur.